# Oliver Turvey
Oliver Jonathan Turvey (Penrith, 1º aprile 1987) è un pilota automobilistico britannico, è stato collaudatore della McLaren ed è attualmente impegnato in Formula E con il team DS Penske come collaudatore.

## Carriera

### Inizi
Turvey inizia la sua carriera nei karting all'età di otto anni e ci corre fino al 2002, dopo aver vinto il Junior Yamaha National Championship.
Nel 2003 fa il suo esordio nelle monoposto correndo in Formula Renault UK Winter Series, mentre dal 2004 al 2006 corre in Formula BMW britannica, con l'apice di un secondo posto in classifica generale nell'ultima stagione.
Nel 2007 corre nell'Eurocup Formula Renault 2.0 e nella Formula Renault 2.0 Italia con la Jenzer Motorsport. Finisce rispettivamente ottavo e nono in campionato, e passa alla F3 britannica nel 2009, campionato in cui riesce a dimostrare il suo valore finendo al secondo posto in classifica generale.

### GP2 Series
Dalla stagione 2010 passa alla GP2 Series, con il team iSport International. Finisce sesto in campionato, conquistando quattro podi e mostrando una buona regolarità.
Nella stagione successiva partecipa a due gare con il team Carlin Motorsport.

### Endurance
Negli anni 2013, 2014 e 2015 partecipa alla 24 Ore di Le Mans con il team Jota Sport, giungendo rispettivamente 7º, 1º e 2º nella categoria LMP2.

### Super GT
Nel 2015 e 2016 partecipa al campionato Super GT ottenendo, guidando una Honda, due sesti posti come migliori risultati e classificandosi 12º nel campionato piloti della classe GT500.

### Formula 1
A partire dalla stagione 2012 viene scelto come collaudatore della McLaren.
Nel 2015 guida nel primo giorno di test in-season a Barcellona, al volante della McLaren. Nel 2025, dopo 16 stagioni presso il team di Woking, viene annunciato il suo trasferimento in Williams in qualità di pilota collaudatore.

### Formula E

#### 2014-2015
Nel 2015 viene chiamato dal Team NEXTEV TCR per disputare le ultime due gare del campionato di Formula E, e riesce ad andare a punti in entrambe le gare disputate a Londra. 

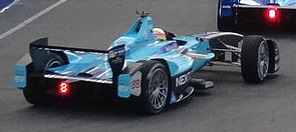
Turvey all'E-Prix di Punta del Este

#### 2015-2016
Viene confermato dal team per la stagione successiva, che inizia con un sesto posto. Nelle due gare successive non riesce a prendere punti prima a causa di un problema all'acceleratore e successivamente per via di un problema ai box. A Buenos Aires riesce a ottenere nuovamente punti grazie a un 9º posto. Per il resto della stagione la vettura non gli consentirà di ottenere ulteriori punti eccezion fatta per l'ultima gara in cui arriva decimo.

#### 2016-2017
Viene confermato dalla scuderia anche la stagione seguente. Questa lo vede giungere a punti nelle prime due gare, grazie a una vettura più competitiva. In Messico ottiene la sua prima pole position, grazie alla penalizzazione di Daniel Abt, ma in gara è costretto al ritiro.

#### 2017-2018

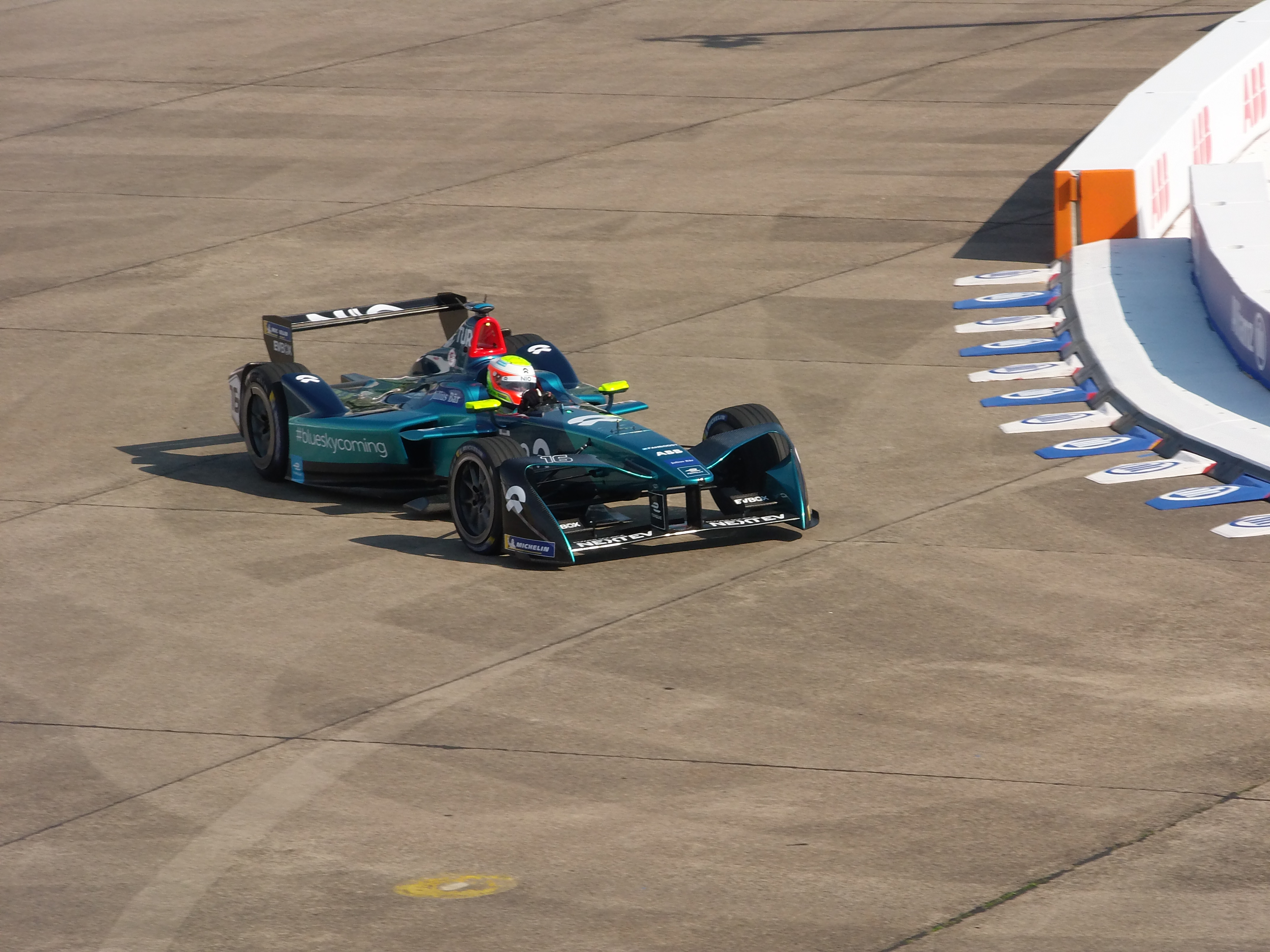
Turvey a Berlino nel 2018

Nella stagione successiva viene confermato dal team, rinominato NIO Formula E Team. Conquista il suo primo podio nella categoria all'E-Prix di Città del Messico, giungendo secondo, e termina il campionato in decima posizione, dopo aver saltato le ultime due gare per un infortunio al polso, subito durante le prove dell'E-Prix di New York.

#### 2018-2019
Per la stagione 2018-2019 viene nuovamente confermato dal team NIO. La stagione si dimostra negativa, solo in tre occasioni raggiunge i punti e chiude 20º in classifica con soli sette punti.

#### 2019-2020
Turvey continua nella Formula E anche nel 2020 sempre con NIO. Risulta la peggiore stagione della sua carriera, arrivando a fine stagione senza ottenere punti finendo 24º in classifica.

#### 2020-2021
Nel 2021 inizia la sua sesta stagione in Formula E, sempre con il team cinese NIO. La stagione si rivelerà migliore della precedente, con l'inglese che giunge addirittura sesto nella seconda gara in Arabia. Il prosieguo della stagione è avaro di risultati, se si esclude un ottavo posto a Valencia e Turvey non andrà oltre il 23º posto in classifica con 13 punti conquistati. 

#### 2021-2022
Viene confermato per la settima stagione sempre con lo stesso team.

## Risultati

### Riassunto della carriera
| Stagione | Campionato                       | Squadra                   | Gare | Vittorie | Pole | Giri Veloci | Podi | Punti | Pos |
| -------- | -------------------------------- | ------------------------- | ---- | -------- | ---- | ----------- | ---- | ----- | --- |
| 2003     | Zip Formula Great Britain        | Unknown                   | 4    | 0        | -    | -           | -    | 118   | 4º  |
| 2003     | Formula Renault UK Winter Series | Mark Burdett Motorsport   | 4    | 0        | 0    | 0           | 0    | 6     | 18º |
| 2004     | Formula BMW UK                   | SWR Omegaland             | 18   | 1        | 0    | 0           | 1    | 83    | 7º  |
| 2004     | Formula BMW UK                   | Team SWR Pioneer          | 18   | 1        | 0    | 0           | 1    | 83    | 7º  |
| 2005     | Formula BMW UK                   | Team SWR Pioneer          | 16   | 0        | 1    | 2           | 6    | 103   | 8º  |
| 2006     | Formula BMW UK                   | Team Loctite              | 14   | 5        | 7    | 2           | 10   | 209   | 2º  |
| 2007     | Eurocup Formula Renault 2.0      | Jenzer Motorsport         | 13   | 0        | 0    | 0           | 1    | 51    | 8º  |
| 2007     | Formula Renault 2.0 Italia       | Jenzer Motorsport         | 14   | 0        | 1    | 0           | 2    | 176   | 9º  |
| 2008     | F3 britannica                    | Carlin Motorsport         | 22   | 4        | 4    | 4           | 13   | 234   | 2º  |
| 2009     | Formula Renault 3.5 Series       | Carlin Motorsport         | 17   | 1        | 1    | 0           | 5    | 93    | 4º  |
| 2010     | GP2 Series                       | iSport International      | 20   | 0        | 1    | 1           | 4    | 48    | 6º  |
| 2011     | GP2 Series                       | Carlin Motorsport         | 2    | 0        | 0    | 0           | 0    | 0     | 25º |
| 2013     | European Le Mans Series          | Jota Sport                | 5    | 1        | 4    | 1           | 3    | 71    | 3º  |
| 2013     | 24 Ore di Le Mans                | Jota Sport                | 1    | 0        | 0    | 0           | 0    | N.A.  | 7º  |
| 2014     | 24 Ore di Le Mans                | Jota Sport                | 1    | 1        | 0    | 0           | 1    | N.A.  | 1º  |
| 2014-15  | Formula E                        | China Racing              | 2    | 0        | 0    | 0           | 0    | 4     | 22º |
| 2015     | Super GT                         | Drago Modulo Honda Racing | 8    | 0        | 0    | 0           | 0    | 26    | 12º |
| 2015     | 24 Ore di Le Mans                | Jota Sport                | 1    | 0        | 0    | 1           | 1    | N.A.  | 2º  |
| 2015-16  | Formula E                        | NEXTEV TCR                | 10   | 0        | 0    | 0           | 0    | 11    | 14º |
| 2016     | Super GT                         | Drago Modulo Honda Racing | 5    | 0        | 1    | 0           | 0    | 5     | 19º |
| 2016-17  | Formula E                        | NextEV NIO                | 12   | 0        | 1    | 0           | 0    | 26    | 12º |
| 2017-18  | Formula E                        | NIO Formula E Team        | 10   | 0        | 0    | 0           | 1    | 46    | 10º |
| 2018-19  | Formula E                        | NIO Formula E Team        | 13   | 0        | 0    | 0           | 0    | 7     | 20º |
| 2019-20  | Formula E                        | NIO 333 FE TEAM           | 11   | 0        | 0    | 0           | 0    | 0     | 24° |
| 2020-21  | Formula E                        | NIO 333 FE TEAM           | 15   | 0        | 0    | 0           | 0    | 13    | 23° |
| 2021-22  | Formula E                        | NIO 333 Formula E Team    | 5    | 0        | 0    | 0           | 0    | 6     | -   |

### Risultati in WSR 3.5
| Anno | Team              | 1         | 2          | 3         | 4          | 5         | 6         | 7           | 8         | 9         | 10        | 11         | 12          | 13        | 14        | 15          | 16        | 17        | Pos | Pts |
| ---- | ----------------- | --------- | ---------- | --------- | ---------- | --------- | --------- | ----------- | --------- | --------- | --------- | ---------- | ----------- | --------- | --------- | ----------- | --------- | --------- | --- | --- |
| 2009 | Carlin Motorsport | CAT SPR 4 | CAT FEA 11 | SPA SPR 6 | SPA FEA 14 | MON FEA 1 | HUN SPR 8 | HUN FEA Rit | SIL SPR 3 | SIL FEA 3 | BUG SPR 3 | BUG FEA 10 | ALG SPR Rit | ALG FEA 6 | NÜR SPR 4 | NÜR FEA Rit | ALC SPR 2 | ALC FEA 5 | 4º  | 93  |

### Risultati in GP2
| Stagione | Squadra              | 1         | 2         | 3          | 4          | 5          | 6          | 7           | 8          | 9         | 10        | 11        | 12        | 13        | 14        | 15        | 16        | 17        | 18        | 19        | 20         | Pos | Punti |
| -------- | -------------------- | --------- | --------- | ---------- | ---------- | ---------- | ---------- | ----------- | ---------- | --------- | --------- | --------- | --------- | --------- | --------- | --------- | --------- | --------- | --------- | --------- | ---------- | --- | ----- |
| 2010     | iSport International | CAT FEA 5 | CAT SPR 5 | MON FEA 15 | MON SPR 15 | IST FEA 14 | IST SPR 18 | VAL FEA Rit | VAL SPR 12 | SIL FEA 8 | SIL SPR 2 | HOC FEA 8 | HOC SPR 2 | HUN FEA 4 | HUN SPR 5 | SPA FEA 6 | SPA SPR 5 | MNZ FEA 3 | MNZ SPR 6 | YMC FEA 2 | YMC SPR 17 | 6º  | 47    |
| 2011     | Carlin               | IST FEA   | IST SPR   | CAT FEA    | CAT SPR    | MON FEA 14 | MON SPR 8  | VAL FEA     | VAL SPR    | SIL FEA   | SIL SPR   | NÜR FEA   | NÜR SPR   | HUN FEA   | HUN SPR   | SPA FEA   | SPA SPR   | MNZ FEA   | MNZ SPR   |           |            | 25º | 0     |

### European Le Mans Series
| Anno | Team       | Classe | Telaio      | Motore                 | 1     | 2       | 3     | 4     | 5     | Posizione | Punti |
| ---- | ---------- | ------ | ----------- | ---------------------- | ----- | ------- | ----- | ----- | ----- | --------- | ----- |
| 2013 | Jota Sport | LMP2   | Zytek Z11SN | Nissan VK45DE 4.5 L V8 | SIL 1 | IMO Rit | RBR 4 | HUN 3 | LEC 3 | 3°        | 71    |

### Risultati in Formula E
| Stagione | Squadra                | Vettura                       | 1      | 2       | 3       | 4       | 5       | 6      | 7      | 8      | 9       | 10      | 11      | 12      | 13     | 14     | 15      | 16     | Punti | Pos |
| -------- | ---------------------- | ----------------------------- | ------ | ------- | ------- | ------- | ------- | ------ | ------ | ------ | ------- | ------- | ------- | ------- | ------ | ------ | ------- | ------ | ----- | --- |
| 2014-15  | China Racing           | Spark-Renault SRT_01E         | PEC    | PUT     | PDE     | BNA     | MIA     | LBH    | MON    | BER    | MOS     | LON 9   | LON 9   |         |        |        |         |        | 4     | 22º |
| 2015-16  | NEXTEV TCR             | Spark-NEXTEV TCR FormulaE 001 | PEC 6  | PUT Rit | PDE 13  | BNA 9   | MEX 11  | LHB 12 | PAR 13 | BER 12 | LON 15  | LON 10  |         |         |        |        |         |        | 11    | 14º |
| 2016-17  | NextEV NIO             | Spark-NEXTEV 700R             | HKG 8  | MAR 7   | BNA 9   | MEX Rit | MON 13  | PAR 12 | BER 10 | BER 9  | NYC 6   | NYC 14  | MTR 15  | MTR 17  |        |        |         |        | 26    | 12º |
| 2017-18  | NIO Formula E Team     | Spark-NextEV NIO Sport 003    | HKG 16 | HKG 7   | MAR Rit | SAN 14  | MEX 2   | PDE 7  | ROM 12 | PAR 9  | BER 5   | ZUR 9   | NYC NP  | NYC INF |        |        |         |        | 46    | 10º |
| 2018-19  | NIO Formula E Team     | Spark-NIO Sport 004           | DIR 13 | MAR 16  | SAN 8   | MEX 12  | HKG 9   | SAY 11 | ROM 13 | PAR 14 | MON Rit | BER 18  | BRN 16  | NYC 10  | NYC 13 |        |         |        | 7     | 20º |
| 2019-20  | NIO 333 FE TEAM        | Spark-NIO 005                 | DIR 15 | DIR SQ  | SAN 11  | MEX 13  | MAR 21  | BER 16 | BER 18 | BER 16 | BER 22  | BER 19  | BER 21  |         |        |        |         |        | 0     | 24° |
| 2020-21  | NIO 333 FE TEAM        | Spark-NIO 333 001             | DIR 10 | DIR 6   | ROM NP  | ROM 14  | VAL Rit | VAL 8  | MON 19 | PUE 11 | PUE Rit | NYC Rit | NYC Rit | LON 15  | LON 14 | BER 19 | BER 19  |        | 13    | 23° |
| 2021-22  | NIO 333 Formula E Team | Spark-NIO 333 001             | DIR 19 | DIR 18  | MEX 14  | ROM 17  | ROM 7   | MON 15 | BER 16 | BER 17 | GIA 12  | MAR 17  | NYC 15  | NYC 16  | LON 15 | LON 14 | SEO Rit | SEO 15 | 6     | 18° |

| Legenda | 1º posto                | 2º posto        | 3º posto            | A punti      | Senza punti | Grassetto=Pole position Corsivo=Giro più veloce |
| Legenda | Solo prove/Terzo pilota | Non qualificato | Ritirato/Non class. | Squalificato | Non partito | Grassetto=Pole position Corsivo=Giro più veloce |

- G: Pilota col giro più veloce nel gruppo di qualifica.
- *: Fanboost